# 石川綾子
石川 綾子（いしかわ あやこ、1984年6月17日 - ）は、日本のヴァイオリニスト・作曲家・YouTuber。

## 略歴
3歳でヴァイオリンに触れて興味を持ち4歳で習い始め、5歳で渡英しロンドンに在住。ピーターボロー・アンド・セントマーガレットスクールを経て、イギリス皇太子後援のロンドン音楽学校パーセルスクールに入学。キャロル・スレイターに師事。10歳でいったん日本に戻る。
桐朋女子高等学校音楽科への進学を目指していたが、15歳より、父の転勤に伴い、オーストラリアに渡りシドニーに在住していた。シドニーでは、ダヴィッド・オイストラフの愛弟子アレキサンドル・トディチェスク、ワンダ・ヴィルコミルスカ、ピーター・ジャングらに師事。渡豪直後に、AMEBより、オーストラリアディプロマであるLicentiate Music DiplomaとAssociate Music Diplomaを同時に授与され、シドニータウンホールでのソロ演奏を依頼される。
2001年、オーストラリア国内の17歳以下の弦楽奏者を対象としたコンクール「ナショナル・ユース・コンチェルトコンクール」で、ファイナリストとなった（上位3名に入った）。
2003年、McDonald's Performing Arts Challenge（現：Sydney Eisteddfod（=シドニー芸術祭））において、シドニー市のヴァイオリンアワードとストリングソナタ（=ピアノ伴奏付き弦楽器）の2イベントで一位となる。また、豪学術音楽賞をはじめ、The Elizabethan Theatre Trust Violin Scholarship、Golden Key International Honours Society Award、Pan Pacific International Music Scholarshipなどを受賞。
シドニー大学（The University of Sydney）・シドニー音楽院（Sydney Conservatorium of Music）にトップで合格し、一級優等学位（First Class Honours）に選ばれ、首席で卒業。オーストラリア政府に、大変難しいインターナショナルレベルの芸術家に与えられる永住権ビザを申請し、ヴァイオリニストとしての功績を認められ永住権を授与される。
2009年頃に『12人のヴァイオリニスト』のメンバーとして活動を行い、CDアルバム『ヴィヴァルディの四季』をリリースする。
2012年1月12日、ザング香港国際ヴァイオリン音楽学校の客員教授に就任。
2014年ごろから、日本を拠点に演奏活動をしている。2022年10月九州・長崎市に引っ越した。
2019年6月一般男性との入籍を発表した。
使用楽器は、1763年イタリア製ヴァイオリン（本人所有）を愛用していたが、2020年9月からストラディバリウス（1711年製作　Marquis de Riviere/日本ヴァイオリン）を同社から貸与されている。
2021年6月、第一子となる男の子を出産する。
2021年10月4日、手術・入院・療養が必要な病気であり、治療に専念して音楽活動を休止する。同月以降予定されていたコンサートは中止となる。
2022年10月4日、公式サイトにて活動再開を発表。
2024年８月31日を以てタートルミュージックを退所。

## 人物・エピソード
- 日本国外での愛称は「デビルズアヤコ」[4]。本人のTwitterアカウント名は「石川綾子（デビあや）」。
- 目標は「あなたを眠らせないヴァイオリンコンサート」。 ロンドン在住のころ、両親に連れられ、クラシックコンサートを聴きに行った時に会場で、ちらほら居眠りをしている観客を見て、子供心に「大きくなったらお客様が眠くならないコンサートをしたい」という思いが芽生え、それは今も、生涯の目標となる。楽しくて心に響く演奏と、ヴァイオリンの可能性を広げて壁をなくし、そしてクラシックヴァイオリンの魅力も伝えたいと話す[20]。
- 夢は、リラックスして楽しめるように堅苦しさをなくし、いろいろな意味での壁を取り外し、クラシックは苦手という方でも気軽に足を運んでいただけるようなコンサートをたくさん開くこと[5]。
- きゃりーぱみゅぱみゅの楽曲『にんじゃりばんばん』をヴァイオリン演奏する動画を投稿したところ、本人が「めちゃかっこいいのみつけた」とつぶやいたのをきっかけに、2014年1月18日〜19日に横浜アリーナで行われた「きゃりーぱみゅぱみゅのマジカルワンダーキャッスル」にゲスト出演した。この他『初音ミクの消失』の演奏をニコニコ動画に投稿した際は3日間連続でニコ動総合ランキング1位にランクインするという実績を持ち[21]、2014年4月27日に幕張メッセで行われた「ニコニコ超パーティーIII」では小林幸子とコラボしたこともある[22]。
- 森永乳業の企業サウンドロゴとして2013年からTVCMなどで最後に流れる「もりながにゅうぎょう」という声は本人である。2014年3月6日のコンサート「VOCALO CLASSIC」（於：渋谷マウントレーニアホール）では森永乳業の製品「クリープ」がスポンサーとなり、コンサート中に生コマーシャルが入るなど、斬新なコラボのカタチを見いだした[21]。
- 中学時代には、全国人権作文コンテストで応募総数80万作品の中から、「日本放送協会会長賞」に選ばれたことがある[3][23]。
- 大変な努力家として知られている。インタビューでは「どのようにしたらお客様が心から楽しみ感動していただけるか、それこそ食事中も寝ている時でも、ずーっと考えるようになりました。練習量は、凄まじいとよく言われます」と語っている[5]。
- 責任感が強く、子供の頃、ロンドンでクラス一人の日本人であった彼女は、それだけで自分を日本人代表のように感じ、悪い行動をしないように、勉強についてもダメと思われないように振る舞っていた[3]。

## ディスコグラフィー

### CD
- 『AYAKO-天使はヴァイオリンを持つと魔女になる-』 
  - CD+DVD 2枚組（2010年4月12日）
  - CDアルバム 再発売（2014年6月11日）
- 『希望』 KIBOU（Hope）東日本大震災復興支援 CD+DVD 2枚組〈収益金全額寄付〉（2012年7月15日）
- 『PLAY FOR JAPAN with 千の音色でつなぐ絆』 東日本大震災復興支援チャリティー配信アルバム〈収益金全額寄付〉（2013年3月6日）
- 『VOCALO CLASSIC』 CDアルバム（2014年3月5日）
- 『CINEMA CLASSIC』 CDアルバム（2015年2月11日）
- 『ANIME CLASSIC』 CDアルバム（2015年12月9日）
- 『SAKURA SYMPHONY』CDアルバム（2016年11月16日）
- 『ジャンルレス THE BEST』初のベストアルバム
  - CDアルバム（2017年9月13日）
  - CD+DVD 2枚組版（2017年9月13日）
- 『FIGURE CLASSIC』CDアルバム（2018年2月1日）
- 『AYAKO TIMES』CDデビュー10周年記念アルバム
  - CDアルバム（2020年9月30日）
  - CD+DVD 2枚組盤（2020年9月30日）
  - CD+Blu-ray+プレミアムブック　豪華盤（2020年9月30日）

### DVD
- 『VOCALO CLASSIC VIOLIN CONCERT 2014』（2014年6月25日）
- 『CINEMA CLASSIC VIOLIN CONCERT 2015』（2015年4月29日）
- 『THE PREMIUM LIVE~ANIME CLASSIC~』Blu-ray /DVD （2016年4月27日）
- 『ジャンルレス THE BESTコンサートツアー』Blu-ray /DVD （2018年5月16日）
- 『AYAKO TIMES 10th Anniversary Concert』Blu-ray /DVD （2021年4月28日）

### 配信アルバム
- 『THE Hi-Res CLASSIC CONCERT AYAKO ISHIKAWA』（2014年11月12日）
- 『THE CLASSIC CONCERT AYAKO ISHIKAWA』（2014年11月12日）
- 『24のカプリース Op.1 第24番イ短調』（2014年11月12日）※配信シングル
- 『はなまるぴっぴはよいこだけ』（2016年4月20日）※配信シングル
- 『ジャンルレス THE BESTコンサートツアー』ハイレゾ音源（2018年4月25日）
- 『ANIME CLASSIC 2』（2020年4月15日）

## 受賞
- 豪学術音楽賞
- Pan Pacific International Music Scholarship
- The Elizabethan Theatre Trust Violin Scholarship（2004年）
- Golden Key International Honours Society Award（2003年〜2006年 毎年）